# فرودگاه گریه‌شیم

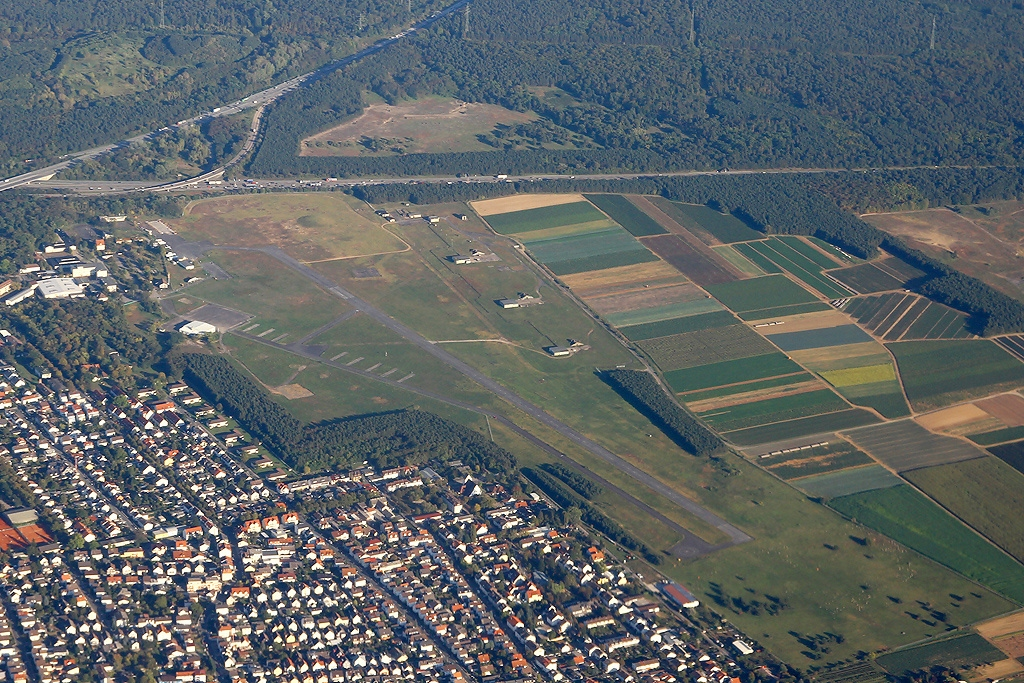
فرودگاه گریه‌شیم

فرودگاه گریه‌شیم (به انگلیسی: Griesheim Airport) یک فرودگاه خصوصی با کد یاتا ZCS است که یک باند فرود آسفالت دارد و طول باند آن ۱۶۸۸ متر است. این فرودگاه در کشور آلمان قرار دارد و در ارتفاع ۱۶۰ متری از سطح دریا واقع شده است.